# HD 110067
HD 110067 è una stella situata nella costellazione della Chioma di Berenice. Si tratta di un astro molto simile al Sole, lievemente più piccolo, che dista circa 105 anni luce dal sistema solare.
Attorno alla stella orbitano sei pianeti simili a Nettuno ma più piccoli, quindi appartenenti alla categoria dei mininettuno.

## La stella
HD 110067 è una nana arancione di classe spettrale K0 V, con una massa e un raggio pari a circa l'80% del Sole.

## Il sistema planetario
Nel 2020 sono stati scoperti i primi due pianeti del sistema, utilizzando il telescopio TESS (Transiting Exoplanet Survey Satellite), ma i segnali allora raccolti presentavano delle parti non spiegabili dalla presenza di soli due pianeti. Successive analisi, mediante il telescopio spaziale CHEOPS, hanno dimostrato la presenza di un terzo pianeta e poi degli altri tre, per un totale di sei.

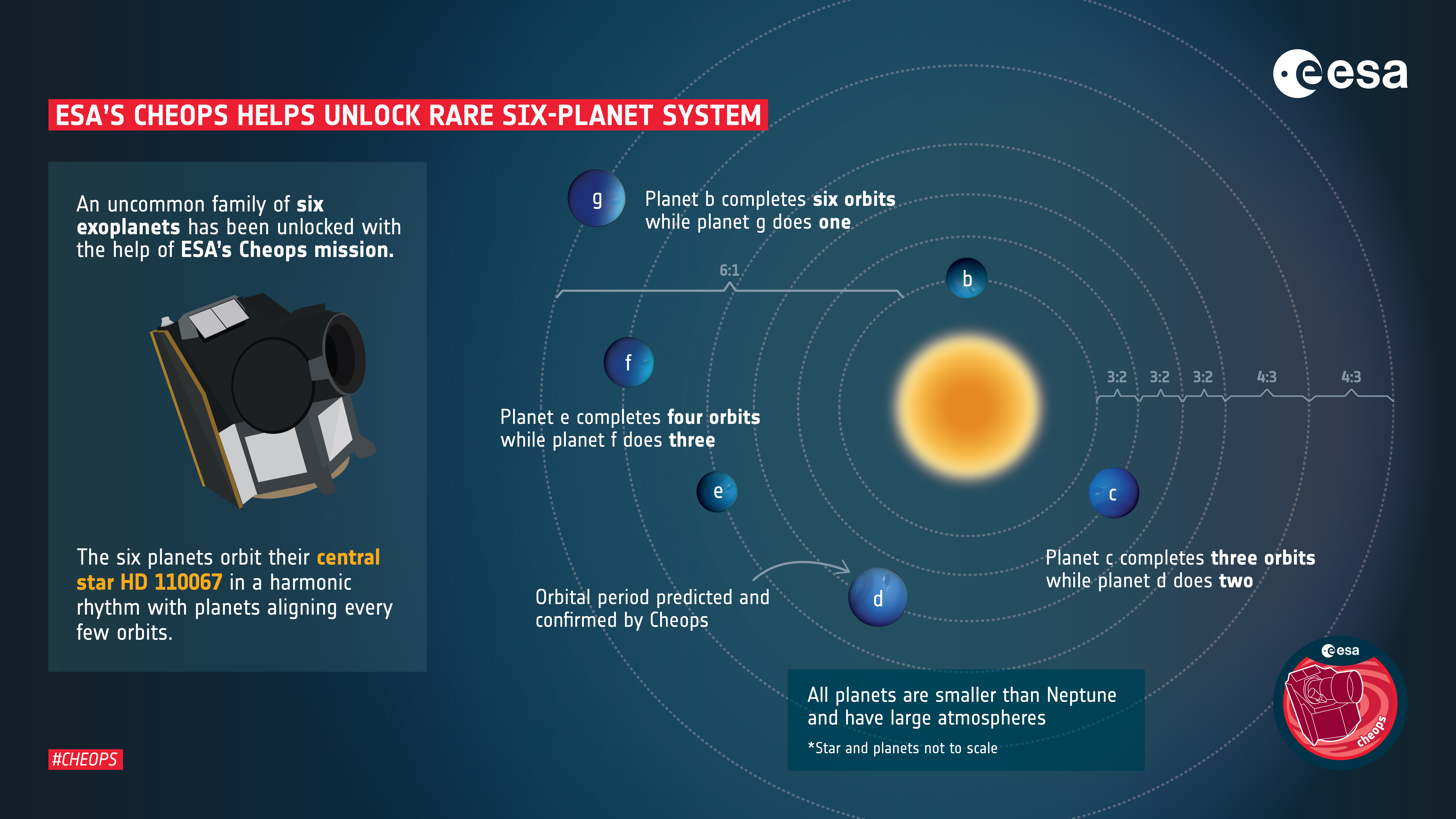
Rappresentazione delle orbite planetarie e delle risonanze nel sistema HD 110067 (ESA, 30 novembre 2023)

La peculiarità di questo sistema è che i pianeti sono tutti in risonanza orbitale tra loro e che le loro orbite sono rimaste le stesse dall'inizio della formazione del sistema planetario, la cui età è di poco superiore al miliardo di anni. I quattro pianeti più interni sono in risonanza orbitale 3:2 l'uno con l'altro, ovvero b completa 3 orbite mentre c ne completa due; la stessa risonanza c'è tra il pianeta c e d e tra d ed e. Quest'ultimo è poi in risonanza orbitale 4:3 con il quinto pianeta (f), che a sua volta è in risonanza 4:3 con HD 110067 g, il pianeta più esterno.
Tutti i pianeti sono molto vicini alla stella e le loro temperature di equilibrio sono elevate; anche il pianeta più esterno ha una temperatura di 440 kelvin, ben superiore al punto di ebollizione dell'acqua.

### Prospetto del sistema
Di seguito un prospetto dei pianeti orbitanti la stella.
| Pianeta | Tipo        | Massa      | Raggio     | Periodo orb. | Sem. maggiore | Incl. orbita |
| ------- | ----------- | ---------- | ---------- | ------------ | ------------- | ------------ |
| b       | mininettuno | 0,0179 MJ  | 0,196 RJ   | 9,11 giorni  | 0,0793 UA     | 89,1         |
| c       | mininettuno | 0,0198 MJ  | 0,2132 RJ  | 13,67 giorni | 0,104 UA      | 89,69        |
| d       | mininettuno | 0,02681 MJ | 0,2543 RJ  | 20,52 giorni | 0,136 UA      | 89,25        |
| e       | mininettuno | 0,0123 MJ  | 0,1731 RJ  | 30,79 giorni | 0,1785 UA     | 89,87        |
| f       | mininettuno | 0,01586 MJ | 0,232 RJ   | 41.06 giorni | 0,2163 UA     | 89,67        |
| g       | mininettuno | 0,0264 MJ  | 0,23258 RJ | 54,77 giorni | 0,262 UA      | 89,73        |